# Arquipélago de Luleå
O arquipélago de Luleå (em sueco: Luleås skärgård) é um conjunto de mais de 1 300 ilhas do mar Báltico, localizadas na proximidade da cidade de Luleå, na província histórica de Norrbotten.

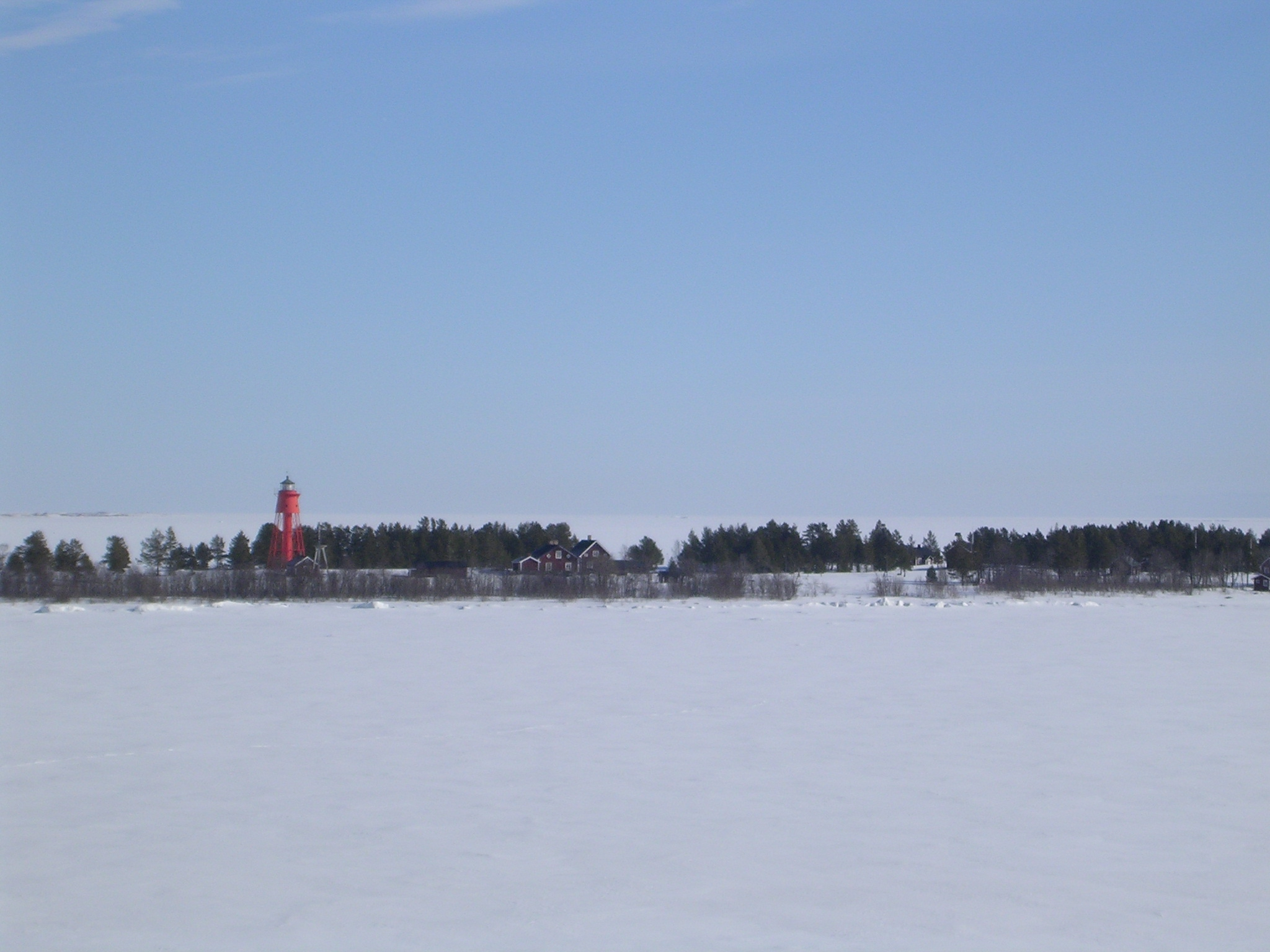
Rödkallen
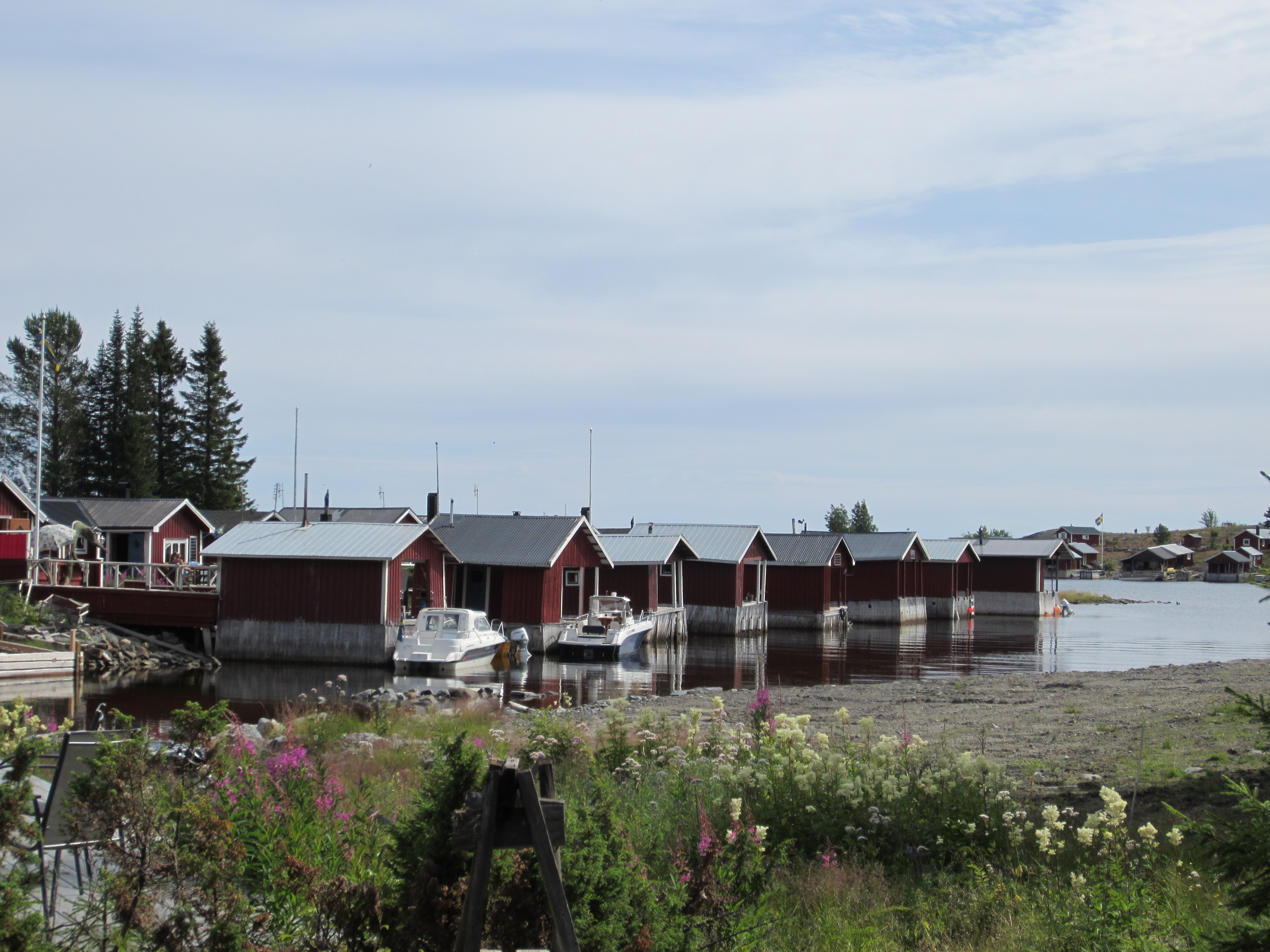
Brändöskär